# Верминофобия

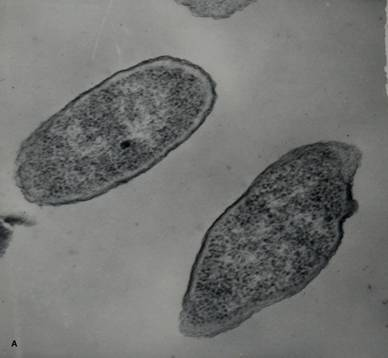
Микрофотография ультратонких срезов бактерий P. multocida 4 часа культивирования

Верминофо́бия (от лат. vermis — «червь» и др.-греч. φόβος — «страх») — одна из фобий в современной психиатрии. Это боязнь заражения какой-либо болезнью, связанной с микроорганизмами, бактериями, микробами и вирусами, червями, насекомыми.
Очень часто данная фобия активно используется продавцами и производителями различных моющих средств, средств за уходом за телом, которые предлагают покупателям антимикробные продукты, уничтожающие практически все микробы. На самом деле такие средства убивают только часть микроорганизмов, которые обычно не опасны для здорового человека с нормально функционирующей иммунной системой. Остаются же наиболее устойчивые и жизнеспособные микроорганизмы, бороться с которыми сложнее. Однако в отсутствие микробов, то есть в стерильной среде, иммунная система человека постепенно перестаёт выполнять свои функции, так как ей бороться не с чем. В результате она ослабевает, и человек становится особенно восприимчивым к различного рода инфекциям.

## Причины возникновения фобии
Тип бактерий, которые могут вызвать болезнь и, возможно, привести к летальному исходу, известен как патогенные бактерии. Когда эти патогены становятся неконтролируемы, они могут вызывать эпидемии. Для тех, кто работает в области медицины, бактерии — причина постоянного беспокойства. Учёные и медицинские работники знают, насколько опасными могут быть определённые патогены. У них может развиться некоторая степень бактериофобии, поэтому они пытаются защитить себя с помощью перчаток, масок, мытья рук.
Существует много видов патогенных бактерий, и некоторые из них достаточно хорошо известны. Например, бактерии, такие как сальмонеллы, вызывают частые вспышки тяжёлых пищевых отравлений. Люди, которые боятся бактерий, часто избегают употребления определённых продуктов, которые они сами не готовят. Они тщательно готовят мясо, чтобы снизить риск. Иногда сальмонелла может скрываться даже в самых безвредных на вид продуктах, таких как салат или помидоры. Всегда есть вероятность, что пища покрыта опасными микробами, что невозможно увидеть без микроскопа.
Эти бактерии могут передаваться различными способами, также передаются от животных к человеку. Бактерии сальмонеллы могут вызвать такие симптомы, как лихорадка, судороги и кишечные расстройства. В США ежегодно регистрируется 30 000 случаев отравления сальмонеллой[значимость факта?].

## Симптомы
- Частое мытьё рук
- Использование перчаток и защитных масок
- Использование различных дезинфицирующих средств или салфеток

Верминофоб не может решиться пойти в кинотеатр, посетить бассейн, провести вечер в ресторане, в клубе и прочих подобных местах. Поэтому сфера контактов с окружающим миром становится всё уже. На эмоциональное состояние это оказывает самое негативное воздействие. Если случай тяжёлый, человек может отказываться от употребления в пищу различных продуктов или даже воды, потому что они представляются ему существенной угрозой. В таких случаях формируется вторичная анорексия, влекущая за собой истощение человека, а через некоторое время и гибель.

## Терапия
Самым эффективным способом вылечить верминофобию является психотерапия. При этой фобии основой терапевтического воздействия психиатры считают проведение систематического просвещения. Очень важно, чтобы верминофоб получил полноценную информацию о видах инфекций, представляющихся ему как особенно опасные. Необходимо объяснить, как происходит заражение, какие меры следует принять, чтобы себя обезопасить.
Терапия боязни бактерий и микробов должна быть проведена под контролем специалиста. Следует знать, что, прежде чем начать бороться с данным состоянием, требуется избавиться от причины, вызвавшей это патологическое состояние. 

## Известные личности с верминофобией
Наиболее известными личностями, которые страдали верминофобией, были Маяковский и Николай II. Фобия проявилась у Маяковского вследствие смерти его отца, который умер от заражения крови, уколов палец иголкой.
Другие известные личности:
- Говард Хьюз
- Кэмерон Диас
- Дениз Ричардс
- Тери Хэтчер и др.